# Magical girl
Magical girl (魔法少女 Mahou shoujo, bogst. magisk pige), også kaldet 魔女っ子 eller 魔女っ娘, majokko, er en genre indenfor anime og manga, der handler om piger med magiske kræfter. Genren er en de primære indenfor shoujo-manga, der henvender sig til piger. Den er dog ikke indskrænket til denne målgruppe alene, men forekommer også i f.eks. seinen-serier, der henvender sig til voksne mænd.

## Kendetegn
En magical girl er en ung kvindelig figur (bishoujo), der ved hjælp af en speciel genstand får magiske kræfter, og hvis skæbne det er at kæmpe mod det onde. Hun har dog ofte mindre fejl og svagheder, som f.eks. at hun er klodset eller alt for nemt bliver forelsket. Dertil kommer så dagligdagens problemer som skole, familie og venner, som hun må slås med ved siden af den egentlige handling.
Et typisk indslag i magical-serier er de gentagne forvandlingssekvenser, hvor figuren forvandler sig fra f.eks. almindelig skolepige til magical girl, når det onde truer. Et andet typisk indslag er, at forvandlingen ofte resulterer i, at pigen som normal og som magical girl opfattes som to forskellige personer, hvorefter den virkelige sammenhæng med større eller mindre held forsøges holdt hemmelig. Med til historierne hører ofte også et lille overnaturligt væsen, som en fe eller en talende kat.
En magical girl kan være den eneste i sin serie, men der kan også være en gruppe, hvor de enkelte medlemmer så har hver deres specielle kræfter og personligheder. Typisk er der så et bestemt tema, som medlemmernes kræfter og navne har forbindelse med. Har gruppen f.eks. fem medlemmer, kan de fire være knyttet til de fire elementer, jord, vand, ild og luft, mens det femte medlem er hovedpersonen, der som hjertet knyttet de andre sammen.

## Værker
Som den første magical girl-anime og shoujo-anime i det hele taget anses Mahou Tsukai Sally, der blev sendt fra 1966 til 1968, og som var baseret på Mitsuteru Yokoyamas samtidige manga af samme navn, der på sin side var inspireret af den amerikanske tv-serie Bewitched. Magical girl-manga fandtes dog allerede som f.eks. Fujio Akatsukas Himitsu no Akko-chan, der udkom mellem 1962 og 1965.
En af de værker, der har haft størst betydning for genren, er Naoko Takeuchis manga Sailor Moon, der udkom fra 1992 til 1997, og som sammen med animeserien bygget over den anses for en af de faktorer, der var med til at gøre manga og anime til en succes i vesten. Andre kendte magical girl-serier tæller Wedding Peach, Tokyo Mew Mew, Kamikaze Kaito Jeanne, Card Captor Sakura, Cutey Honey og Pretty Cure.